# Norra Lundtjärnen
Norra Lundtjärnen är en sjö i Härryda kommun i Västergötland och ingår i Göta älvs huvudavrinningsområde.